# 송악초등학교
송악초등학교는 대한민국 충청남도 당진시 송악읍 중흥리에 있는 공립 초등학교이다.

## 학교 연혁
- 1920년 10월 1일 송악공립보통학교 개교(설립인가 6월 5일)
- 1938년 4월 1일 송악공립심상소학교로 개칭
- 1941년 4월 1일 송악공립국민학교로 개칭
- 1958년 4월 1일 상록국민학교 분리
- 1968년 9월 1일 전대국민학교 분리
- 1996년 3월 1일 송악초등학교로 명칭 변경
- 2015년 2월 17일 제34회 유치원 졸업
- 2016년 2월 19일 제93회 졸업(총 졸업생수: 8446명)
- 2016년 3월 1일 초등 14학급(특수학급1), 유치원1학급(종일반)
- 2017년 2월 17일 제94회 졸업(총 졸업생수: 8,494명)
- 2017년 3월 1일 초등 13학급(특수학급1), 유치원1학급(종일반)

## 학교 상징
- 교화 - 개나리 : 척박한 땅에서도 잘 자라는 식물로 봄에는 노랑꽃으로 봄을 알리고 여름에는 파란 잎으로 주위를 물들이는 화훼식물임
- 교목 - 향나무 : 사계절 늘 푸른 상록수로 언제나 사람들과 친숙하고 묵묵하며 은근한 향기와 인내심을 길러줌
- 교조 - 까치 : 주변에서 쉽게 볼 수 있는 친숙한 텃새로 지능이 높고 부지런하며 그 울음 소리는 희망과 반가움을 전해줌

## 참고 자료
- 송악초등학교 - 한국교육학술정보원 학교알리미